# Batman Cup
A Batman Cup é uma competição de tênis masculino, realizado em piso duro, válido pelo ATP Challenger Tour, em 2015, na cidade de Batman, Turquia.

## Edições

### Simples
| Ano  | Campeão   | Vice-Campeão | Placar             | Ref   |
| ---- | --------- | ------------ | ------------------ | ----- |
| 2015 | Dudi Sela | Blaž Kavčič  | 6–7(5–7), 6–3, 6–3 | [ 1 ] |

### Duplas
| Ano  | Campeões                      | Vice-Campeões            | Placar                | Ref |
| ---- | ----------------------------- | ------------------------ | --------------------- | --- |
| 2015 | Aslan Karatsev Yaraslav Shyla | Mate Pavić Michael Venus | 7–6(7–4), 4–6, [10–5] |     |